# Elecciones generales de Japón de 1980
Las elecciones generales se celebraron en Japón el 22 de junio de 1980. Fueron el resultado de un voto de censura presentado por el Partido Socialista de Japón (JSP) el 16 de mayo en relación con la corrupción y los aumentos en los valores por servicios públicos, fueron motivos para que la Cámara de Representantes (cámara baja) retire su respaldo al gobierno. .
Inesperadamente, 69 miembros del Partido Liberal Democrático (PLD) de las facciones de Takeo Fukuda, Takeo Miki y Hidenao Nakagawa se abstuvieron de votar sobre la moción. El gobierno fue derrotado por 243 votos a favor 187 en contra y 81 abstenciones y dimitió.
Por primera vez, se convocaron elecciones para ambas cámaras de la Dieta en junio de 1980. Durante las elecciones, el primer ministro Masayoshi Ōhira, líder del Partido Liberal Democrático, murió durante la campaña. Ōhira había esperado que la moción de censura fracasara y se sintió visiblemente conmocionado cuando fue aprobado por un margen de 243-187. Sesenta y nueve miembros de su propio PLD, incluido Fukuda, se abstuvieron. Dada la opción de renunciar o convocar nuevas elecciones, Ōhira eligió las últimas y comenzó a hacer campaña por los candidatos del PLD. Fue hospitalizado por agotamiento el 31 de mayo y murió de un infarto masivo 12 días después.
El secretario jefe del gabinete, Masayoshi Ito, actuó en lugar de Ōhira como adjunto después de su muerte. En las elecciones de ambas cámaras, el PLD obtuvo la mayoría. Yoshio Sakurauchi, el secretario general del PLD, llevó al PLD a su mayor victoria en quince años, aprovechando el "voto de simpatía" generado por la muerte de Ōhira. El Primer Ministro fue sucedido por Zenkō Suzuki después de las elecciones.

## Resultados de las elecciones
| Partido                   | Partido                        | Votos      | %      | Escaños | +/-   |
| ------------------------- | ------------------------------ | ---------- | ------ | ------- | ----- |
|                           | Partido Liberal Democrático    | 28,262,442 | 47.88  | 284     | +36   |
|                           | Partido Socialista de Japón    | 11,400,748 | 19.31  | 107     | 0     |
|                           | Partido Comunista de Japón     | 5,803,613  | 9.83   | 29      | -10   |
|                           | Komeitō                        | 5,329,942  | 9.03   | 33      | -24   |
|                           | Partido Socialista Democrático | 3,896,728  | 6.60   | 32      | -3    |
|                           | Nuevo Partido Liberal          | 1,766,396  | 2.99   | 12      | +8    |
|                           | Unión Socialdemócrata (SDF)    | 402,832    | 0.68   | 3       | +1    |
|                           | Otros partidos                 | 109,168    | 0.18   | 0       | 0     |
|                           | Independientes                 | 2,056,967  | 3.48   | 11      | -8    |
|                           |                                |            |        |         |       |
| Votos válidos             | Votos válidos                  | 59,028,837 | 99.06  |         |       |
| Votos nulos/en blanco     | Votos nulos/en blanco          | 1,313,492  | 0.94   |         |       |
| Total                     | Total                          | 60,342,329 | 100.00 | 511     | 0     |
| Registrados/Participación | Registrados/Participación      | 80,925,034 | 75.57  | +6.56   | +6.56 |

- Datos: Q1049953